# سسیلیا سانتیاگو
سسیلیا سانتیاگو (انگلیسی: Cecilia Santiago؛ زادهٔ ۱۹ اکتبر ۱۹۹۴) بازیکن فوتبال اهل مکزیک است.
از باشگاه‌هایی که در آن بازی کرده‌است می‌توان به اف سی کانزاس سیتی، بوستون بریکرز، و باشگاه فوتبال آپولون لیماسول اشاره کرد.
وی همچنین در تیم‌های ملی فوتبال Mexico women's national under-17 football team, Mexico women's national under-20 football team، و زنان مکزیک بازی کرده‌است.